# Євстаф'єв Микита Павлович
Євстаф'єв Микита Павлович (1814 — 4 (16) серпня 1883) — український лексикограф.

## Біографія
Навчався у повітовому училищі міста Костянтинограда (тепер Берестин Харківської області).
Протягом 1844—1870 працював учителем російської мови, доглядачем у навчальних закладах Полтавської губернії.

## Наукова діяльність
Автор рукописного словника «Слова Малороссійскаго нарҍчія, употребляемыя въ Полтавской губерніи» (ч. 1—4, 1846—49); виявлено лише ч. 2—3 за 1847—48 (зберігається у НБУВ) і ч. 4 за 1849 (в архіві Російської АН, Петербург).
Виявлені частини рукопису містять близько 5 600 слів (деякі з живомовними ілюстраціями). Про ч. 4 схвально відгукнувся О. Шахматов.